# 안재욱
안재욱(1971년 9월 12일 ~ )은 대한민국의 배우, 가수이다. 본관은 순흥 안씨.

## 생애 및 경력
안재욱은 서울시 성북구 장위동에서 2남 중 장남으로 태어났다. 할아버지 고향이자 자신의 원적인 강원도 횡성군에는 친척들이 살고 있다.

### 1994-1996년: 초기 활동
안재욱은 1994년에 MBC 공채 탤런트 23기에 합격해, 김혜수와 첫 호흡을 맞춘 단막극 《눈먼 새의 노래》로 배우로 연기자로 데뷔했다. 이 작품에서는 실제 인물인 시각장애인 강영우 박사 역할을 당시 신인으로 실감나게 연기해 큰 호평을 받으며, 백상예술대상 TV부분 신인상을 수상했다. 또한 1994년부터 1997년까지 4년여 동안 인기리에 방송 된 드라마 《짝》 외에도, 《호텔》, 《자반고등어》를 통해 대중들에게 주목을 받기 시작했다. 이 시기에 안재욱은 뮤지컬 《베이비 베이비》, 연극 《한평 반짜리 혁명》, 《나비처럼 자유롭게》, 뮤지컬 《아가씨와 건달들》에 출연했고, 드라마 《전쟁과 사랑》(1995년), 《그들의 포옹》, 《자반고등어》(1996년) 등의 작품에 조연급으로 출연하며 연기 경력을 쌓아갔다.

### 1997년-2007년
안재욱은 1997년 드라마 《별은 내 가슴에》에서 故 최진실의 상대역으로 호흡을 맞추었다. 당초 이 작품의 남자주인공은 재벌 2세 역할인 차인표였지만, 극중 반항적인 이미지로 여성팬들을 사로잡으며 신드롬급 인기를 얻었고 단숨에 톱스타의 반열에 올랐다. 또한 실제 가수 못지 않은 가창력을 뽐내며 가수 역할을 완벽히 소화해냈고, 음반 발매 제의를 받고 가수로 데뷔하게 되었다. 안재욱이 극중 노래한 《FOREVER》라는 곡으로 데뷔 앨범을 발매해, 60만장 이상의 판매고를 기록하는등 그 해 연말 가요 시상식에서 이례적으로 현역 배우가 신인가수상을 휩쓸기도 했다. 특히 이 작품을 계기로 아시아권과 중국 등에서 큰 인기를 얻었고, 안짜이쉬(안재욱의 중국 발음)로 불리며 한류열풍의 중심에 서 있는 대표적인 한류 1세대 스타로 활동해 왔다.
안재욱은 이후, 드라마 《복수혈전》(1997년), 《해바라기》(1998년), 《안녕 내 사랑》(1999년), 《나쁜 친구들》, 《엄마야 누나야》(2000년)등의 30% 이상의 높은 시청률을 기록한 작품에 연이어 출연하며, 톱스타로써 입지를 굳혔다. 1998년에는 영화 《러브 러브》로 스크린에 첫 데뷔하였고, 같은 해 김혜수와 다시 한번 호흡을 맞춘 영화 《찜》에서는 여장남자라는 파격적인 역할을 천연덕스럽게 소화하며 제19회 청룡영화상 신인남우상을 수상했다. 하지만 이후 출연한 영화 《키스할까요?》(1998년), 《하늘정원》(2003년)에서는 흥행에 참패했다. 2000년초부터는 중국에서의 인기를 발판으로 본격적인 해외 진출을 하였고, 여러 편의 광고 출연과 콘서트 개최 등을 하였고, 2001년에는 한중 합작 드라마 《백령공우(아파트)》로, 해외 작품에 첫 출연하였다. 2003년 3월에는 지난 1999년 이후 4년여만에 정규 4집 앨범을 발표해 가수로써 컴백했으며, 타이틀곡인 《친구》는 대중들로부터 많은 사랑을 받았다. 또한 2003년에는 2년여만에 드라마  《선녀와 사기꾼》로 국내에 컴백했으며, 이후 《천생연분》, 《오!필승 봉순영》(2004년), 《미스터 굿바이》(2006년)에 출연했고, 채림과 호흡을 맞춘 드라마 《오!필승 봉순영》으로 2004년 KBS 연기대상 최우수연기상을 수상했다. 안재욱은 지난 MBC 라디오 《밤으로의 초대》이후 거의 10년여만에 2007년부터 2008년까지 차태현과 KBS 라디오 《안재욱 차태현의 미스터라디오》의 DJ로 진행을 맡았고, 그해 KBS 연예대상에서 최우수 라디오 DJ상을 수상했다.

### 2008년-현재
안재욱은 2008년에 만화가 허영만의 동명의 인기 만화를 원작으로 한 사전제작 드라마 《사랑해》에 2년여만에 컴백했지만, 한자릿수의 저조한 시청률을 기록하며 배우로써 침체기를 맞았다. 안재욱은 삭발을 하는등 한동안 방송 활동을 중단했고, 2009년 뮤지컬 《잭 더 리퍼》를 시작으로 《락 오브 에이지》에 출연하며 무대 연기에 집중했다. 그러던 중 2009년에 출연한 예능 토크쇼 《무릎팍도사》에서 처음 겪는 사람들의 무관심에 우울증을 겪을 정도로 힘든 시기를 보냈다고 고백했다. 2011년에는 오랫동안 러브콜을 해온 최완규 작가의 드라마 《빛과 그림자》를 통해 3년만에 브라운관에 복귀하였고, 극중 강기태의 성공 스토리를 담은 이 작품에서 열연을 펼치며 20%가 넘는 높은 시청률을 기록하고 당초 50부작에서 14회 연장되어 64부작으로 연장 방송하는 등 드라마의 인기를 이끌며 대상 수상이 유력했다. 하지만 안재욱은 연말 MBC 연기대상에서 대상 후보에도 오르지 못하고 무관에 그쳐 많은 시청자들 사이에서는 많은 논란이 되었다.
2013년 2월, 안재욱은 작품을 끝내고 휴식 차 소속사 대표의 자택이 있는 미국 라스베이거스를 방문했고, 저녁 식사 도중 갑자기 심한 통증을 느껴 곧바로 병원으로 이송되었고, CT와 MRI를 찍은 결과 큰 병원으로 가야 한다는 이야기를 듣고 병원을 옮긴 후 지주막하출혈이라는 진단을 받아 5시간의 대수술을 받았다는 소식이 언론을 통해 전해졌다. 당초 안재욱은 뮤지컬 《황태자 루돌프》의 서울 공연을 마친후, 지방 공연을 앞두고 있었으나 갑작스런 수술로 지방 공연이 취소되었으며, 수술후에는 한달여간 중환자실에 입원해 투병 생활을 마치고 수술 및 회복 경과가 매우 좋다는 진단을 받고 퇴원해 한국으로 귀국했다. 당시 병원비는 45만 불(한화 약 5억 원)으로 병원측과 협상 중으로 알려졌다.
2014년 9월, 안재욱은 데뷔 20주년을 기념하는 싱글 앨범 《새삼스럽게》 발매와 동시에 콘서트 《ONE FINE DAY-Ahn Jae Wook 20th Anniversary》를 개최하였고, 뮤지컬 《태양왕》의 주연 루이14세 역할을 맡아 1년여만에 무대에 복귀하였다.

## 가족
2015년 6월 1일 : 안재욱은 서울 중구에 위치한 반얀트리 클럽 앤 스파에서 9살 연하의 뮤지컬 배우 최현주와 결혼식을 올렸다.

## 취미
야구에 관심이 있으며 연예인 야구팀 재미삼아에서 포지션은 3루수이다. 이 밖에 스타크래프트: 리마스터를 평소 즐겨 하는 편이다

## 드라마 출연 작품

### MBC
- 1994년 MBC 일일연속극 《천국의 나그네》
- 1994년 MBC 창사특집극 《눈먼 새의 노래》... 강영우 역
- 1994년 ~ 1998년 MBC 일요아침드라마 《짝》... 오민수 역
- 1995년 3.1절 특집극 《노래만들기》... 주수현 역
- 1995년 MBC 월화 미니시리즈 《호텔》... 박영팔 역
- 1995년 MBC 광복 50주년 특집극 《전쟁과 사랑》... 김원재 역
- 1996년 MBC 월화 미니시리즈 《그들의 포옹》... 지연우 역
- 1996년 MBC 일일연속극 《자반고등어》... 유상우 역
- 1997년 MBC 월화 미니시리즈 《별은 내 가슴에》... 강민 역
- 1997년 ~ 1998년 MBC 월화 미니시리즈 《복수혈전》... 강준호 역
- 1998년 ~ 1999년 MBC 수목 미니시리즈 《해바라기》... 장현우 역
- 1999년 MBC 수목 미니시리즈 《안녕 내 사랑》... 장민수 역
- 2000년 MBC 수목 미니시리즈 《나쁜 친구들》... 김강석 역
- 2000년 MBC 수목 미니시리즈 《신 귀공자》... 장수진의 맞선남 역
- 2000년 ~ 2001년 MBC 주말연속극 《엄마야 누나야》... 공수철 역

### KBS
- 2004년 KBS2 월화 미니시리즈 《오! 필승 봉순영》... 오필승 역
- 2006년 KBS2 수목 미니시리즈 《미스터 굿바이》... 윤현서 역
- 2016년 KBS2 주말연속극 《아이가 다섯》... 이상태 역
- 2025년 KBS2 주말연속극 《독수리 5형제를 부탁해!》... 한동석 역

### 타사
- 2001년 후난위성텔레비전 중국 드라마 《백령공우(아파트)》... 예천 역
- 2003년 SBS 드라마스페셜 《선녀와 사기꾼》... 정재경 역
- 2004년 MBC 수목 미니시리즈 《천생연분》... 김석구 역
- 2008년 SBS 월화 미니시리즈 《사랑해》... 석철수 역
- 2011년 ~ 2012년 MBC 월화 대기획 《빛과 그림자》... 강기태 역
- 2012년 SBS 월화 미니시리즈 《신의》... 유은수의 첫사랑 역
- 2015년 SBS 심야드라마 《심야식당》... 동수 직장상사 역
- 2021년 tvN 수목 미니시리즈 《마우스》... 한서준 역
- 2022년 채널 A 설 특집 2부작 드라마 《드라이버》... 하태준 역
- 2022년 JTBC 토일드라마 《디 엠파이어 : 법의 제국》... 나근우 역
- 2023년 ENA 월화드라마 《남남》... 박진홍 역

### 영화
| 연도   | 제목            | 역할          | 감독   | 참고                |
| ------ | --------------- | ------------- | ------ | ------------------- |
| 2009년 | 《트라이앵글》  | 류상우 역     | 지영수 | 한일합작 텔레시네마 |
| 2003년 | 《하늘정원》    | 최오성 역     | 이동현 |                     |
| 1998년 | 《키스할까요?》 | 한경현 역     | 김태균 |                     |
| 1998년 | 《찜》          | 준혁/채영2 역 | 한지승 | 1인 2역             |
| 1998년 | 《러브 러브》   | 조한 역       | 이서군 |                     |

### 무대
| 연도          | 제목                       | 역할         | 참고 |
| ------------- | -------------------------- | ------------ | ---- |
| 2017년        | 뮤지컬 《광화문연가》      | 중년 명우 역 |      |
| 2017년        | 뮤지컬 《아리랑》          | 송수익 역    |      |
| 2017년        | 뮤지컬 《영웅》            | 안중근 역    |      |
| 2015년        | 뮤지컬 《아리랑》          | 송수익 역    |      |
| 2014년~2015년 | 뮤지컬 《태양왕》          | 루이 14세 역 |      |
| 2012년~2014년 | 뮤지컬 《황태자 루돌프》   | 루돌프 역    |      |
| 2010년        | 뮤지컬 《락 오브 에이지》  | 드류 역      |      |
| 2009년~2012년 | 뮤지컬 《잭 더 리퍼》      | 다니엘 역    |      |
| 1998년        | 뮤지컬 《아가씨와 건달들》 | 스카이 역    |      |
| 1997년        | 연극 《나비처럼 자유롭게》 | 돈베이커 역  |      |
| 1996년        | 연극 《한평 반짜리 혁명》  | 니플 역      |      |
| 1995년        | 뮤지컬 《베이비 베이비》   | 대니 역      |      |

## 음반
- 2015년 4th 미니앨범 《One Fine Day》
- 2014년 싱글 《새삼스럽게》
- 2012년 싱글 《너라는 하늘》
- 2012년 3rd 미니앨범 《At This Moment》
- 2012년 싱글 《Best Friend》
- 2012년 《빛과 그림자 OST Part 5 - 하늘아 제발》
- 2010년 틴틴파이브 - 《청춘》(피쳐링)
- 2009년 2nd 미니앨범 《사랑에 살다》
- 2008년 베스트앨범 《Best Album》
- 2008년 미니앨범 《그녀에게》
- 2006년 스페셜앨범 《My Life is...》
- 2005년 5집 《Sounds Like You》
- 2003년 4집 《Reds In ANJAEWOOK》
- 1999년 3집 《인연》
- 1998년 2집 《MEMORIES》
- 1997년 1집 《FOREVER》

## 그외 출연

### 뮤직비디오
- 2011년 소울스타, 원티드 - 사랑을 끊을 수 없다
- 2005년 김건모 - 서울의 달
- 2001년 김건모 - 미안해요
- 2000년 조장혁 - 중독된 사랑

### 홍보대사
- 2016년 대한적십자사 홍보대사
- 2015년 경상남도 통영 홍보대사
- 2015년 경기도 양평 홍보대사
- 2013년 대구 국제 뮤지컬 페스티벌 (DIMF) 홍보대사
- 2009년 LG 트윈스 연예인 홍보대사
- 2004년 2004 강원 방문의 해 홍보대사
- 2003년 제3회 제주 국제 방송 영상 견본시(BCWW2003) 홍보대사
- 2003년 경주 세계 문화 엑스포 홍보대사
- 2003년 보건복지부 호스피스 완화의료 홍보대사
- 2001년 인천국제공항 명예홍보대사
- 2001년 정보통신부 해외 IT 명예홍보대사
- 2001년 한국관광홍보대사
- 2000년 법무부 범죄예방위원 홍보대사

### MC
- 2017년 SBS 《미운 우리 새끼》
- 2017년 KBS2 《냄비받침》 - 진행
- 1998년 MBC 《생방송 젊은 그대》 - 진행
- 1996년 SBS 《충전 100%쇼》 - 진행
- 1995년 MBC 《젊음의 다섯마당》 - 진행

### 라디오 DJ
- 2007년~2008년 KBS 쿨FM 《안재욱, 차태현의 미스터 라디오》 - 진행
- 1995년~1996년 MBC AM 《밤으로의 초대》 - 진행
- 1995년 MBC FM 《이문세의 별이 빛나는 밤에》 - 임시 DJ(2주간)

### 예능
- 2024년 채널A 《아빠는 꽃중년》
- 2023년 ENA 《오은영게임》
- 2022년 MBC 《라디오스타》
- 2021년 엠넷 《너의 목소리가 보여 8》12회 게스트
- 2018년 JTBC 《냉장고를 부탁해》
- 2018년 Netflix 《범인은 바로 너!》
- 2017년 SBS 《내 생애 단 하나의 기억 - 천국사무소》
- 2015년 SBS 《힐링캠프》 500인 게스트
- 2014년 tvN 《현장토크쇼 택시》 329회 게스트
- 2014년 SBS 《힐링캠프 기쁘지 아니한가》 - 139회 브라질 특집 2부 게스트
- 2014년 JTBC 《마녀사냥》 - 게스트
- 2012년 SBS 《힐링캠프 기쁘지 아니한가》 66회 게스트
- 2012년 MBC 《황금어장 - 라디오스타》 - 게스트
- 2012년 MBC 뮤직 《더 트랙》 - 게스트
- 2010년 SBS 《맛있는 초대》 - 게스트
- 2009년 MBC 《황금어장 - 무릎팍도사》 - 게스트
- 2009년 MBC 《유재석, 김원희의 놀러와》 - 게스트
- 2007년 후지 TV 《초난강 2》 - 게스트
- 2005년 MBC 《일요일 일요일밤에 - 천사들의 합창》 - 게스트
- 2005년 KBS2 《윤도현의 러브레터》 - 게스트
- 2005년 SBS 《김윤아의 뮤직웨이브》 - 게스트
- 2005년 SBS 《야심만만 만명에게 물었습니다》 - 게스트
- 2005년 KBS2 《상상플러스 - 올드앤뉴》 - 게스트
- 2003년 KBS2 《윤도현의 러브레터》 - 게스트
- 2003년 MBC 《일요일 일요일밤에 - 대단한 도전》 - 게스트
- 2003년 KBS2 《야!한밤에 - 보고싶다 친구야》 - 게스트
- 2003년 SBS 《신동엽, 김원희의 헤이헤이헤이》 - 게스트
- 2003년 KBS2 《해피투게더 - 쟁반노래방》 - 게스트
- 2003년 iTV 《프리존 열강! 젊은 그대》 - 게스트
- 2003년 MBC 《일요일 일요일밤에 - 게릴라콘서트》 - 게스트
- 2001년 SBS 《두 남자쇼》 - 게스트
- 2000년 MBC 《전파견문록 - 퀴즈! 순수의 시대》 - 게스트
- 2000년 MBC 《이소라의 사랑할까요 - B&B 토크》 - 게스트
- 2000년 MBC 《목표달성! 토요일 - 스타! 챔피언》 - 게스트
- 1999년 KBS2 《체험 삶의 현장 - 미국 알래스카 넙치잡이 편》 - 게스트
- 1999년 SBS 《김희선에겐 뭔가 특별한 것이 있다》 - 우정출연
- 1999년 MBC 《일요일 일요일밤에 - 스타워즈》 - 게스트
- 1999년 KBS2 《슈퍼 TV 일요일은 즐거워 - 출발 드림팀》 - 게스트
- 1999년 KBS2 《서세원쇼》 - 게스트
- 1999년 MBC 《일요일 일요일밤에 - 해결 대작전》 - 게스트
- 1999년 MBC 《일요일 일요일밤에 - 공포체험 스타 119》 - 게스트
- 1999년 KBS2 《스타데이트 최고의 만남》 - 게스트
- 1999년 KBS2 《파워 인터뷰》 - 게스트
- 1998년 KBS2 《조영남, 황현정의 이야기 콘서트》 - 게스트
- 1998년 itv 《3일간의 사랑》 - 게스트
- 1998년 MBC 《생방송 데이트 - 스타초대석》 - 게스트
- 1998년 MBC 《남자셋 여자셋 - 맨발의 청춘 편》 - 우정출연
- 1998년 KBS2 《브라보 신세대》 - 게스트
- 1998년 SBS 《기분좋은 밤》 - 게스트
- 1998년 SBS 《이승연의 세이세이세이 - 내 마음을 맞춰 봐!》 - 게스트
- 1998년 SBS 《이홍렬쇼! - 쿠킹토크 참참참》 - 게스트
- 1998년 MBC 《박상원의 아름다운 TV얼굴 - 스타 모놀로그》 - VTR출연
- 1998년 MBC 《98 MBC 만나면 좋은 친구》 - 게스트
- 1997년 MBC 《특종 연예시티 - 97 사이버 연예대상》 - 게스트(대상 수상)
- 1997년 MBC 《97 미스코리아 선발대회 전야제》 - 게스트
- 1997년 KBS2 《토요 전원출발》 - 게스트
- 1997년 KBS2 《탄생 연예박사》 - VTR 출연
- 1997년 MBC 《1318 힘을 내!》 - 게스트
- 1997년 MBC 《생방송 좋은 밤입니다》 - 게스트
- 1997년 MBC 《이승현의 잠 못드는 밤에》 - 게스트
- 1997년 KBS2 《TV데이트》 - 게스트
- 1997년 MBC 《쇼!토요특급 - 스타스페셜》 - 게스트
- 1997년 KBS2 《이소라의 프로포즈》 - 게스트
- 1997년 MBC 《일요일 일요일밤에 - 김국진의 국민투표》 - 게스트
- 1997년 KBS1 《KBS 빅쇼》 - 게스트
- 1996년~1998년, 2001년 SBS 《이홍렬쇼! - 초대손님》 - 게스트
- 1996년 KBS1 《체험 삶의 현장 - 멸치잡이 편》 - 게스트
- 1996년 KBS1 《TV는 사랑을 싣고》 - 게스트
- 1996년 MBC 《개편특집쇼,96 MBC 우리들의 스타》 - 게스트
- 1995년 MBC 《주병진 나이트 쇼 - 신동엽 편》 - 우정출연
- 1994년 MBC 《노래로 여는 세상》 - 게스트
- 1994년 MBC 《토요일 토요일은 즐거워 - 토토총출동》 - 게스트

### 내레이션
- 2017년 EBS1 《메디컬 다큐 - 7요일》
- 2015년 EBS1 《나눔 0700》

## 광고
- 2006년 미국 포드사 "포드 에지" (자동차)
- 2004년 삼구건설 "트리니엔"
- 2004년 휴대폰 "VK 모바일" (중국)
- 2004년 한국관광홍보 "강원도 방문의 해" (중국)
- 2003년 의류 브랜드 "eminu" (중국)
- 2003년 온라인게임 "프리스톤테일" (아시아 전역)
- 2003년 세원텔레콤x미라클사 핸드폰 (홍콩)
- 2003년 우정사업본부 "우체국 보험" (영화 "하늘정원"과 코라보)
- 2003년 의류 브랜드 "나크나인"
- 2002년 동아제약 "박카스" (베트남)
- 2002년 남성정장 "BOSS SUNWEN" (중국)
- 2001년 하이트진로 "한국 명주 진로" (중국)
- 2001년 한국 유나이티드제약 "홍타민 진생" (중국)
- 2000년 샴푸 브랜드 "비가" (중국)
- 2000년 삼성전자 "싱크마스터 PC 모니터" (중국)
- 2000년 의류 브랜드 "브이네스"(V.ness)
- 1997년 한성기업 "프렌들리" (아이스크림)
- 1997년 한미약품 "미스틱" (음료)
- 1997년 LG생활건강 "이지업 포맨" (남성 화장품)
- 1997년 LG생활건강 "오데뜨" (여성 화장품)
- 1997년 LG 019 "어필PCS"
- 1996년 이랜드 "브렌따노" (캐쥬얼 의류)
- 1996년 리도 "댄트롤 샴푸" (MBC 23기 탤런트 동기들과 출연)
- 1995년 삼성전자 "마이레이저윈 프린터"
- 1995년 보령제약 "겔포스"

## 수상 및 후보
| 연도 | 시상식                              | 부문                                         | 작품                              | 결과 |
| ---- | ----------------------------------- | -------------------------------------------- | --------------------------------- | ---- |
| 1995 | MBC 연기대상                        | 남자 신인연기상                              | 눈먼 새의 노래, 호텔, 전쟁과 사랑 | 수상 |
| 1996 | 제32회 백상예술대상                 | TV부문 남자 신인연기상                       | 전쟁과 사랑                       | 수상 |
| 1996 | MBC 연기대상                        | 남자 우수연기상                              | 자반고등어                        | 수상 |
| 1997 | KBS 《가요 톱텐》                   | 2주 연속 1위                                 | Forever                           | 수상 |
| 1997 | MBC 《베스트 인기가요 50》          | 3주 연속 1위                                 | Forever                           | 수상 |
| 1997 | KBS 가요대상                        | 신인가수상                                   | Forever                           | 수상 |
| 1997 | KBS 가요대상                        | 10대가수상                                   | Forever                           | 수상 |
| 1997 | MBC 연기대상                        | 남자 인기상                                  | 별은 내 가슴에                    | 수상 |
| 1997 | MBC 연기대상                        | 베스트 커플상 (with 최진실)                  | 별은 내 가슴에                    | 수상 |
| 1998 | 제19회 청룡영화상                   | 신인남우상                                   | 찜                                | 수상 |
| 1998 | MBC 연기대상                        | 남자 최우수연기상                            | 해바라기                          | 후보 |
| 1998 | MBC 연기대상                        | 베스트 커플상 (with 김희선)                  | 해바라기                          | 후보 |
| 1999 | 제35회 백상예술대상                 | TV부문 남자 최우수연기상                     | 해바라기                          | 후보 |
| 1999 | MBC 연기대상                        | 시청자가 뽑은 올해의 탤런트상                | 안녕 내 사랑                      | 후보 |
| 1999 | MBC 연기대상                        | 남자 최우수연기상                            | 안녕 내 사랑                      | 후보 |
| 2000 | MBC 연기대상                        | 남자 최우수연기상                            | 엄마야 누나야, 나쁜친구들         | 수상 |
| 2001 | 한국관광공사 선정                   | 올해의 한국관광 대상 장려상                  | 빈칸                              | 수상 |
| 2001 | 문화관광부 선정                     | 오늘의 젊은 예술가상                         | 빈칸                              | 수상 |
| 2003 | SBS 인기가요                        | 1주 뮤티즌송                                 | 친구                              | 수상 |
| 2004 | 제2회 코리아 패션 월드 어워드(KFWA) | 올해의 베스트 드레서상                       | 빈칸                              | 수상 |
| 2004 | 제17회 그리메상                     | 최우수 남자연기상                            | 오!필승 봉순영                    | 수상 |
| 2004 | KBS 연기대상                        | 남자 최우수연기상                            | 오!필승 봉순영                    | 수상 |
| 2004 | KBS 연기대상                        | 남자 네티즌상                                | 오!필승 봉순영                    | 후보 |
| 2004 | KBS 연기대상                        | 베스트 커플상 (with 박선영)                  | 오!필승 봉순영                    | 수상 |
| 2004 | KBS 연기대상                        | 베스트 커플상 (with 채림)                    | 오!필승 봉순영                    | 후보 |
| 2004 | MBC 연기대상                        | 남자 최우수연기상                            | 천생연분                          | 후보 |
| 2007 | KBS 연예대상                        | 최우수 라디오 DJ상 (차태현과 함께 공동 수상) | 미스터 라디오                     | 수상 |
| 2010 | 제1회 서울문화예술대상              | 문화예술 월드스타부문 대상                   | 빈칸                              | 수상 |
| 2010 | 제4회 대구 국제 뮤지컬 (DIMF)       | 올해 뮤지컬 인기스타상                       | 빈칸                              | 수상 |
| 2012 | 제1회 에이판 스타 어워즈            | 남자 최우수연기상                            | 빛과 그림자                       | 후보 |
| 2012 | MBC 연기대상                        | 특별기획부문 남자 최우수연기상               | 빛과 그림자                       | 후보 |
| 2012 | MBC 연기대상                        | 남자 인기상                                  | 빛과 그림자                       | 후보 |
| 2015 | 제23회 대한민국문화연예대상         | 뮤지컬부문 남자 최우수연기상                 | 빈칸                              | 수상 |
| 2016 | 제5회 에이판 스타 어워즈            | 장편드라마부문 남자 최우수연기상             | 아이가 다섯                       | 수상 |
| 2016 | KBS 연기대상                        | 대상                                         | 아이가 다섯                       | 후보 |
| 2016 | KBS 연기대상                        | 남자 최우수연기상                            | 아이가 다섯                       | 후보 |
| 2016 | KBS 연기대상                        | 장편드라마부문 남자 우수연기상               | 아이가 다섯                       | 수상 |
| 2016 | KBS 연기대상                        | 남자 네티즌상                                | 아이가 다섯                       | 후보 |
| 2016 | KBS 연기대상                        | 베스트 커플상 (with 소유진)                  | 아이가 다섯                       | 후보 |
| 2017 | 제11회 딤프 어워즈                  | 올해의 스타상                                | 영웅                              | 수상 |
| 2017 | 제7회 대한민국 한류대상             | 대중문화공로부문                             | 빈칸                              | 수상 |
| 2018 | 제12회 딤프 어워즈                  | 올해의 스타상                                | 광화문 연가                       | 수상 |